# Heeresführungskommando
Das Heeresführungskommando (HFüKdo) in Koblenz (Falckenstein-Kaserne) war neben dem Heeresamt und dem Heeresunterstützungskommando einer der drei Pfeiler des Heeres. Die meisten seiner bisherigen Aufgaben hat mit Wirkung zum 1. Oktober 2012 das Kommando Heer übernommen. Das Heeresführungskommando wurde einhergehend aufgelöst.
Seit 1994 führte das Heeresführungskommando als oberste Kommandobehörde den Großteil der militärischen Verbände des Heeres. Jedoch wurden die Heerestruppen im Auslandseinsatz vom Einsatzführungskommando der Bundeswehr in Potsdam geführt. Zuletzt waren etwa 70.000 Heeressoldaten in den nachgeordneten Dienststellen unterstellt. Das Heeresführungskommando unterstand zuletzt dem Führungsstab des Heeres.

## Verbandsabzeichen
Das Verbandsabzeichen glich bis auf die fehlende römische Ziffer den Verbandsabzeichen der ehemaligen Korps. Es zeigte als deutsches Hoheitssymbol den Bundesadler. Die Farbgebung war an die Bundesfarben angelehnt. Das Abzeichen wurde vom militärischen Personal des Stabs des Heeresführungskommandos am linken Ärmel des Dienstanzugs getragen. Die geflochtene schwarz/gelbe (schwarz/goldene) Paspellierung bezeugte die Stellung über den Divisionen des Heeres, die silberne statt goldene Fäden verwenden.

## Aufgaben
Die Aufgaben des Kommandos waren im Wesentlichen:
- Truppendienstliche Führung aller unterstellten Verbände und Stäbe
- Truppensteller für Einsätze und Übungen
- Planung und Steuerung der Ausbildungs- und Übungstätigkeit des Heeres
- Im Ausnahmefall Führen von kleineren Operationen (sonst Aufgabe des Einsatzführungskommandos)
- Wahrnehmung der „Nationalen Territorialen Aufgaben“ (siehe auch Territorialheer)

## Geschichte
Bis in die 1990er wäre das deutsche Heer im Einsatz von der NATO geführt worden. Die Änderung der sicherheitspolitischen Lage in Europa durch den Zerfall der Sowjetunion machte jedoch ein deutsches Führungskommando erforderlich.
Nach der Auflösung des III. Korps am 31. März 1994 wurde unter dem Kommando von Generalleutnant Klaus Reinhardt aus Teilen des Korpsstabes das Heeresführungskommando im Provinzial-Hochhaus (Am Wöllershof) und anderen Liegenschaften in Koblenz aufgestellt. Seit dem Jahr 2001 unterstehen die Divisionen des Heeres unmittelbar dem Heeresführungskommando, die Gliederungsebene des Korps ist weggefallen. Nachdem 2002 das Einsatzführungskommando der Bundeswehr bei Potsdam aufgestellt wurde, werden die deutschen Truppen im Auslandseinsatz von dort geführt. Davor führte das Heeresführungskommando ab 1995 Operationen wie IFOR, SFOR, AFOR und KFOR auf dem Balkan und ISAF in Afghanistan.
Die Verantwortung für die „Nationalen Territorialen Aufgaben“ wechselte am 1. Oktober 2001 vom Heeresführungskommando zum neuen Streitkräfteunterstützungskommando, neuer „Nationaler Territorialer Befehlshaber“ wurde der Befehlshaber des Streitkräfteunterstützungskommandos.
Im Rahmen der Neuausrichtung der Bundeswehr wurde festgelegt, dass das Heeresführungskommando im Herbst 2012 außer Dienst gestellt und zu Teilen in das am 1. Oktober 2012 neu aufgestellte Kommando Heer in Strausberg übergehen wird.

## Führung

Kfz-Stander

Das Kommando wurde von einem General im Rang eines Generalleutnants geführt. Seit dem Abschied von Generalleutnant Carl-Hubertus von Butler am 8. März 2012, der das Heeresführungskommando seit dem 16. März 2009 kommandierte, führte der stellvertretende Befehlshaber, Generalleutnant Reinhard Kammerer, das Heeresführungskommando bis zu dessen Auflösung. Der Stab des Kommandos umfasste zuletzt rund 400 Soldaten und 50 zivile Mitarbeiter.
| Befehlshaber | Befehlshaber                                      | Befehlshaber        | Befehlshaber            |
| Nr.          | Name                                              | Beginn der Berufung | Ende der Berufung       |
| ------------ | ------------------------------------------------- | ------------------- | ----------------------- |
| 6            | Generalleutnant Reinhard Kammerer (in Vertretung) | 8. März 2012        | Herbst 2012 (Auflösung) |
| 5            | Generalleutnant Carl-Hubertus von Butler          | 16. März 2009       | 8. März 2012            |
| 4            | Generalleutnant Wolfgang Otto                     | 27. Juni 2005       | 16. März 2009           |
| 3            | Generalleutnant Axel Bürgener                     | 21. März 2002       | 27. Juni 2005           |
| 2            | Generalleutnant Rüdiger Drews                     | 27. März 1998       | 20. März 2002           |
| 1            | Generalleutnant Klaus Reinhardt                   | 1. April 1994       | 26. März 1998           |

| stellvertretender Befehlshaber | stellvertretender Befehlshaber    | stellvertretender Befehlshaber | stellvertretender Befehlshaber |
| Nr.                            | Name                              | Beginn der Berufung            | Ende der Berufung              |
| ------------------------------ | --------------------------------- | ------------------------------ | ------------------------------ |
| 9                              | Generalmajor Reinhard Kammerer    | 22. Juni 2010                  | Herbst 2012 (Auflösung)        |
| 8                              | Generalleutnant Bruno Kasdorf     | 1. Januar 2008                 | 22. Juni 2010                  |
| 7                              | Generalmajor Christian Trull      | 13. Januar 2005                | 1. Januar 2008                 |
| 6                              | Generalmajor Wolfgang Korte       | 1. Oktober 2003                | 13. Januar 2005                |
| 5                              | Generalmajor Peter Nagel          | 1. September 2002              | September 2003                 |
| 4                              | Generalmajor Friedrich von Senden | 27. März 2001                  | 1. September 2002              |
| 3                              | Generalmajor Dieter Henninger     | 2000                           | 27. März 2001                  |
| 2                              | Generalmajor Hubert Gosch         | 1. Januar 1995                 | 30. September 2000             |
| 1                              | Generalmajor Georg Bernhardt      | 1. April 1994                  | 31. Dezember 1994              |

| General für nationale und territoriale Aufgaben (GNTA) | General für nationale und territoriale Aufgaben (GNTA) | General für nationale und territoriale Aufgaben (GNTA) | General für nationale und territoriale Aufgaben (GNTA) |
| Nr.                                                    | Name                                                   | Beginn der Berufung                                    | Ende der Berufung                                      |
| ------------------------------------------------------ | ------------------------------------------------------ | ------------------------------------------------------ | ------------------------------------------------------ |
| 3                                                      | Generalmajor Rainer Jung                               | 2000                                                   | 2001                                                   |
| 2                                                      | Generalmajor Alphart von Horn                          | 1999                                                   | 2000                                                   |
| 1                                                      | Generalmajor Jakobs                                    | ?                                                      | 1999                                                   |

| Chef des Stabes | Chef des Stabes                 | Chef des Stabes     | Chef des Stabes   |
| Nr.             | Name                            | Beginn der Berufung | Ende der Berufung |
| --------------- | ------------------------------- | ------------------- | ----------------- |
| 8               | Brigadegeneral Jürgen Setzer    | 6. Mai 2011         | –                 |
| 7               | Brigadegeneral Carsten Jacobson | 14. August 2009     | 6. Mai 2011       |
| 6               | Brigadegeneral Manfred Hofmann  | 2006                | 14. August 2009   |
| 5               | Brigadegeneral Bruno Kasdorf    | 1. Oktober 2003     | 7. April 2006     |
| 4               | Brigadegeneral Roland Kather    | 2001                | September 2003    |
| 3               | Brigadegeneral Wolfgang Korte   | 1999                | 2001              |
| 2               | Brigadegeneral Axel Bürgener    | 1. Januar 1995      | 1999              |
| 1               | Brigadegeneral Klaus Frühhaber  | 1. April 1994       | 31. Dezember 1994 |

## Gliederung
- G1: Personal, Betreuung
- G2: militärisches Nachrichtenwesen des Heeres, Rüstungskontrolle, Wetter- und Militärgeographie
- G3: Führung, Planung, Einsatzvorbereitung, Ausbildungs- und Übungsplanung des Heeres
- G4: Logistische Aufgaben / Materialwirtschaft / Instandhaltung
- G5: Zivil-Militärische-Zusammenarbeit (ZMZ/CIMIC)
- G6: Kommunikation / EDV / Führungsdienst
- Abt. Verwaltung: Überwachung u. Steuerung des Haushaltes
- KdoArzt: Leiter der Abteilung Sanitätsdienst, Planer/Berater zur sanitätsdienstlichen Versorgung des Heeres
- PIZ: Das Presse- und Informationszentrum des HFüKdo informiert die Bevölkerung und organisiert die Einsätze der Musikkorps.
- Truppenpsychologie: Beratung des Befehlshabers, Führung der Truppenpsychologen im Kommandobereich, Weiterentwicklung der Truppenpsychologie
- Rechtsberatung: juristische Beratung des Befehlshabers
- Controlling/zentr. Aufgaben: Kosten- u. Leistungsrechnung (KLR), Kontinuierliches Verbesserungsprogramm (KVP), Optimierung
- Außerdem unterhält das HFüKdo Verbindungskommandos zur US Army (JHC in Heidelberg), zum französischen Heer, zum niederländischen Heer, zum britischen Heer sowie wie zur Luftwaffe und zur Deutschen Marine.

## Gliederung der unterstellten Bereiche
Das Heeresführungskommando führte zuletzt (Neues Heer oder Heer 2010) folgende Verbände, die hier bis zur Gliederungsebene Brigade aufgeführt werden:
- Heeresführungskommando in Koblenz
  -  Deutsch-Französische Brigade Müllheim (deutscher Anteil)
  -  Division Eingreifkräfte / 1. Panzerdivision, Hannover
    - Panzerlehrbrigade 9, Munster
    - Panzerbrigade 21, Augustdorf

  -  Division Spezielle Operationen, Stadtallendorf
    - Luftlandebrigade 26, Saarlouis
    - Luftlandebrigade 31, Oldenburg
    - Kommando Spezialkräfte, Calw

  -  Division Luftbewegliche Operationen, Veitshöchheim
    - Luftbewegliche Brigade 1, Fritzlar
    - Heerestruppenbrigade, Bruchsal

  - 10. Panzerdivision, Sigmaringen
    - Gebirgsjägerbrigade 23, Bad Reichenhall
    - Panzerbrigade 12, Amberg

  -  13. Panzergrenadierdivision, Leipzig
    - Panzergrenadierbrigade 37, Frankenberg/Sa.
    - Panzergrenadierbrigade 41, Torgelow

Zusätzlich verantwortete das Heerestruppenkommando folgende Zentrallager:
- Zentrales Langzeitlager Herongen
- Zentrales Langzeitlager Pirmasens
- Zentraler Mobilmachungsstützpunkt Brück / Neuseddin

### Multinationale Verbände
Das Kommando stellte für EU Battlegroups, für die Schnelle Eingreiftruppe der NATO und für die Vereinten Nationen im Bedarfsfall Truppen. Im Bedarfsfall führte das Kommando Operative Führung Eingreifkräfte der Streitkräftebasis die abgestellten Verbände. Neben der ständig präsenten Deutsch-Französische Brigade (deutscher Anteil) stellte das Heeresführungskommando ständig den deutschen Anteil der Stäbe und evtl. Unterstützungskräfte sowie im Bedarfsfall weitere Truppen für:
- Eurokorps: Stab, Deutsch-Französische Brigade und im Bedarfsfall die 10. Panzerdivision
- 1. Deutsch-Niederländisches Korps: Stab, Unterstützungskräfte und im Bedarfsfall die Division Eingreifkräfte
- Multinationales Korps Nord-Ost: Stab und im Bedarfsfall die 13. Panzergrenadierdivision für das dänisch-polnisch-deutsche Korps.

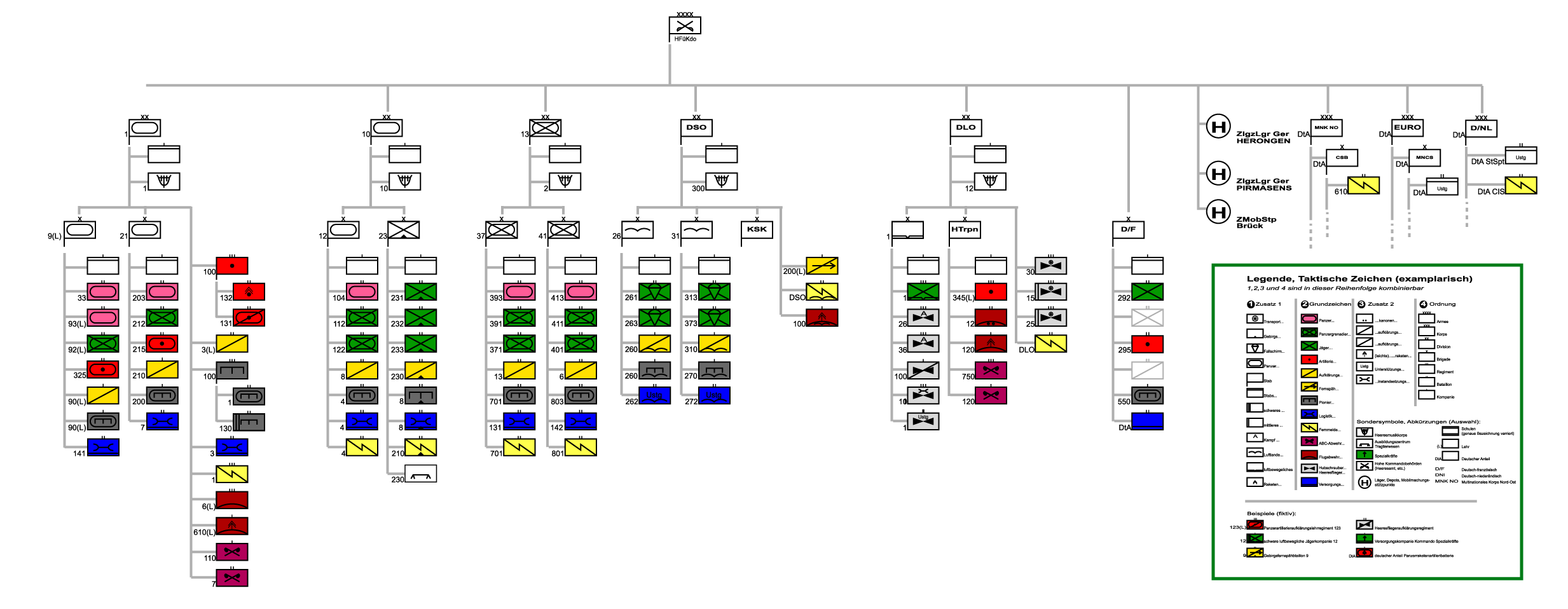
Gliederung des Heeresführungskommandos